# Crush (àlbum de Bon Jovi)
Crush és el vuitè àlbum de Bon Jovi. Llançat el 13 de juny de 2000, marca el retorn de la banda després de 5 anys d'absència. El disc va vendre una mica més de 13 milions de còpies.
En aquest disc la banda va prendre un so més comercial i orientat al pop rock, so que mantenen avui dia.

## Llista de cançons
| N. | Títol                                                        | Durada |
| -- | ------------------------------------------------------------ | ------ |
| 1  | It's my life                                                 | 3:58   |
| 2  | Say It Isn't So                                              | 3:33   |
| 3  | Thank You For Loving Me                                      | 5:09   |
| 4  | Two Story Town                                               | 5:10   |
| 5  | Next 100 Years                                               | 6:16   |
| 6  | Just Older                                                   | 4:29   |
| 7  | Mystery Train                                                | 5:15   |
| 8  | Save The World                                               | 5:32   |
| 9  | Captain Crash & The Beauty Queen From Mars                   | 4:31   |
| 10 | She's A Mystery                                              | 5:18   |
| 11 | I Got The Girl                                               | 4:37   |
| 12 | One Wild Night                                               | 4:41   |
| 13 | It's my life - (versió en viu)                               | 3:58   |
| 14 | Just Older - (versió en viu)                                 | 5:30   |
| 15 | Captain Crash & The Beauty Queen From Mars - (versió en viu) | 5:18   |

## Videoclips
- It's my life
- Say It Isn't So
- Thank You for Loving Me